# Herbert Gladstone, 1. Viscount Gladstone

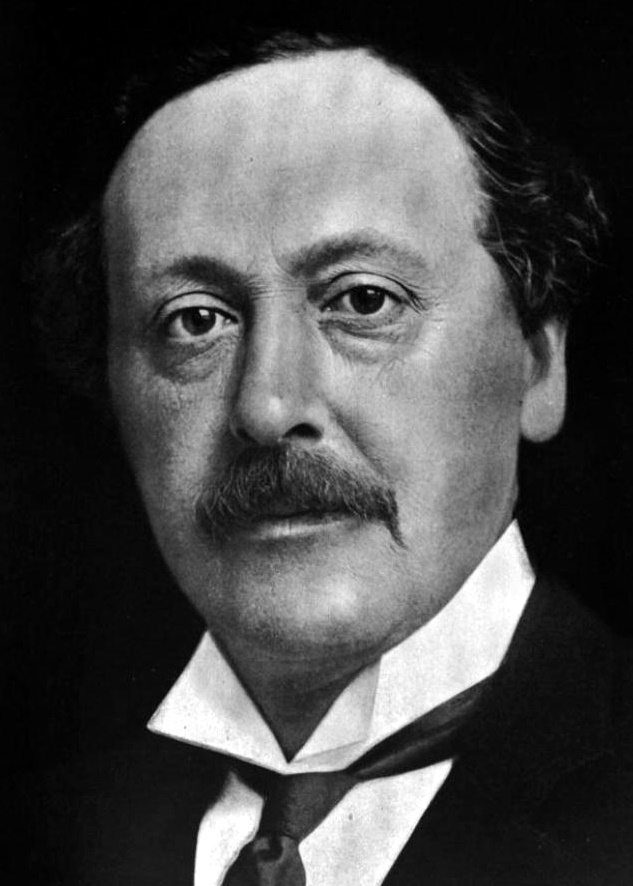
Herbert John Gladstone, 1. Viscount Gladstone

Herbert John Gladstone, 1. Viscount Gladstone GCB GBE GCMG KGStJ PC (* 7. Januar 1854 in Downing Street 12, London; † 6. März 1930 in Ware, Hertfordshire, England) war ein britischer Politiker der Liberal Party, der zwischen 1880 und 1910 die Wahlkreise Leeds sowie zuletzt Leeds West als Abgeordneter im House of Commons vertrat und unter anderem zwischen 1905 und 1910 Innenminister war. 
1910 wurde er als Viscount Gladstone in den erblichen Adelsstand erhoben und gehörte damit bis zu seinem Tod dem House of Lords als Mitglied an. Zugleich fungierte er zwischen 1910 und 1914 als erster Generalgouverneur der Südafrikanischen Union, das als Dominion zum Vereinigten Königreich gehörte.

## Leben

### Herkunft, Unterhausabgeordneter und Juniorminister

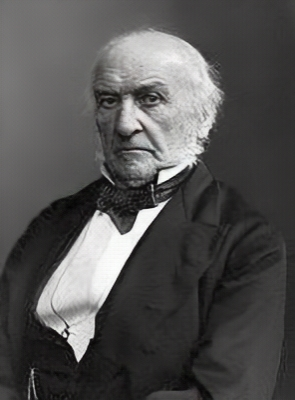
Seine politische Laufbahn begann Herbert Gladstone als Privatsekretär seines Vaters William Ewart Gladstone, der vier Mal Premierminister war

Gladstone war das achte und jüngste Kind des liberalen Politikers William Ewart Gladstone, der 63 Jahre Mitglied des Unterhauses, 27 Jahre Kabinettsmitglied und 12 Jahre Premierminister war, sowie dessen Ehefrau Catherine Glynne. Sein ältester Bruder William Henry Gladstone war zwischen 1865 und 1885 ebenfalls Mitglied des House of Commons. Sein drittältester Bruder Henry Neville Gladstone war zwischen 1915 und seinem Tod 1935 Lord Lieutenant von Flintshire und gehörte nach seiner Erhebung in den erblichen Adelsstand als 1. Baron Gladstone of Hawarden 1932 ebenfalls dem House of Lords bis zu seinem Tod als Mitglied an.
Nach dem Besuch des renommierten Eton College absolvierte er zwischen 1872 und 1876 ein Studium der Geschichte am University College der University of Oxford, das er mit einem Master of Arts (M.A.) abschloss. Im Anschluss war er zwischen 1877 und 1880 als Lecturer für Geschichte an dem erst 1870 gegründeten Keble College der University of Oxford tätig.
Danach begann Gladstone seine politische Laufbahn, als er 1880 für kurze Zeit Privatsekretär seines Vaters war, der zu der Zeit erneut als Premierminister fungierte. Kurz darauf wurde er am 10. Mai 1880 als Kandidat der Liberal Party selbst erstmals zum Mitglied des House of Commons gewählt und vertrat dort zunächst bis zum 24. November 1885 den Wahlkreis Leeds sowie im Anschluss bis zum 15. Januar 1910 den Wahlkreis Leeds West.
Während der zweiten Amtszeit seines Vaters bekleidete er auch seine ersten Regierungsämter, und zwar von 1881 bis 1885 als Lord-Schatzmeister (Junior Lord of the Treasury) und danach 1885 als stellvertretender Minister für öffentliche Arbeiten (Deputy Commissioner of Works). Während der dritten Amtszeit seines Vaters als Premierminister war er zwischen Februar und Juli 1886 Finanzsekretär im Kriegsministerium (Finance Secretary to the War Office). Nachdem sein Vater am 15. August 1892 zum vierten Mal Premierminister geworden war, übernahm er das Amt als Unterstaatssekretär im Innenministerium (Under-Secretary of State in the Home Office).

### Chief Liberal Whip und Innenminister
Nach dem Amtsantritt von Archibald Philip Primrose, 5. Earl of Rosebery als Premierminister am 5. März 1894 übernahm Gladstone in dessen Kabinett sein erstes Ministeramt und bekleidete bis zum Ende der Amtszeit des Earl of Rosebery am 21. Juni 1895 das Amt des Ministers für öffentliche Arbeiten (First Commissioner of Works). Als solcher wurde er auch Mitglied des Privy Council.
In den nachfolgenden Jahren der Liberal Party in der Opposition bekleidete Gladstone, der zeitweilig als Friedensrichter (Justice of the Peace) von Hertfordshire fungierte und der Großoffizier des Kronenordens von Belgien war, zwischen 1899 und 1905 als (Chief Liberal Whip) die Funktion des Parlamentarischen Hauptgeschäftsführers der Fraktion der Liberalen im Unterhaus. 
Am 11. Dezember 1905 wurde Gladstone, der auch Knight of Grace des Order of Saint John (KGStJ) war und der 1910 als Knight Grand Cross in den Order of St. Michael and St. George (GCMG) aufgenommen wurde, von Premierminister Henry Campbell-Bannerman zum Innenminister (Home Secretary) in dessen Kabinett berufen. Er bekleidete dieses Ministeramt auch unter Campbell-Bannermans Nachfolger Herbert Henry Asquith bis zum 19. Februar 1910. 

### Oberhausmitglied und Generalgouverneur der Südafrikanischen Union
Durch ein Letters Patent vom 15. Februar 1910 wurde Gladstone als Viscount Gladstone, of the County of Lanark, in den erblichen Adelsstand erhoben und gehörte damit bis zu seinem Tod dem House of Lords als Mitglied an.
Nach seinem Ausscheiden aus Unterhaus und Regierung wurde er am 31. Mai 1910 durch König Georg V. zum ersten Generalgouverneur der Südafrikanischen Union ernannt und damit zum Vertreter des Königs in dem als Dominion zum Vereinigten Königreich gehörenden Land. Zugleich fungierte er dort auch als Hochkommissar und bekleidete beide Ämter bis zu seiner Ablösung durch Sydney Buxton, 1. Earl Buxton am 8. September 1914. Während seiner dortigen Amtszeit wurde ihm 1911 von der Universität Kapstadt ein Ehrendoktor im Zivilrecht (Honorary Doctor of Cicil Law) verliehen. Darüber hinaus wurde er 1914 als Knight Grand Cross des Order of the Bath (GCB) sowie 1917 als Knight Grand Cross des Order of the British Empire (GBE) geehrt.
Seine am 2. November 1901 mit Dorothy Mary Paget geschlossene Ehe blieb kinderlos, so dass mit seinem Tod der Titel des Viscount Gladstone erlosch. Sein Schwiegervater Richard Horner Paget war ebenfalls Politiker und vertrat zwischen 1865 und 1895 verschiedene Wahlkreise im House of Commons.